# Paranisopodus araguaensis
Paranisopodus araguaensis là một loài bọ cánh cứng trong họ Cerambycidae.